# Кондратьево (Ленинградская область)
Кондра́тьево (до 1948 — Ся́ккиярви, фин. Säkkijärvi) — посёлок в Селезнёвском сельском поселении Выборгского района Ленинградской области.

## Название
Топоним Сяккиярви в дословном переводе означает «Мешочное озеро».
Согласно постановлению общего собрания колхозников колхоза «Борец» зимой 1948 года селу Сяккиярви было выбрано новое название — деревня Ульяновка. Однако, через полгода комиссия по переименованию утвердила другое название — Кондратьево, в честь гвардии полковника Кондратьева Петра Васильевича, 1909 года рождения, командира истребительного авиаполка, погибшего в июне 1943 года при исполнении служебных обязанностей над островом Гогланд.
Переименование было закреплено указом Президиума ВС РСФСР от 1 октября 1948 года.

## История

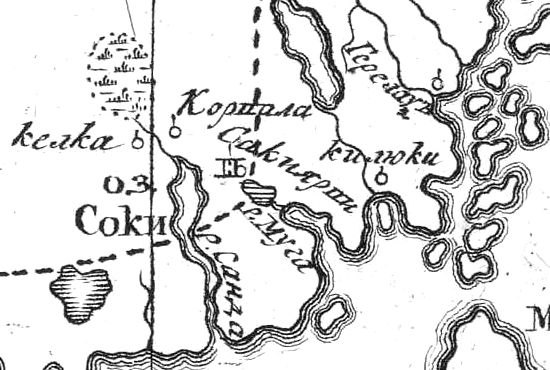
Село Сакиярви на русской карте 1745 года

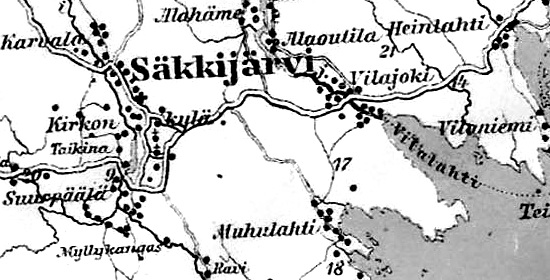
Село Сяккиярви на финской карте 1923 года

До 1939 года село Сяккиярви входило в состав одноимённой волости Выборгской губернии Финляндской республики.
С 1 января 1940 года по 31 октября 1944 года — в составе Карело-Финской ССР.
С 1 июля 1941 года по 31 мая 1944 года — финская оккупация.
С 1 ноября 1944 года в составе Сяккиярвского сельсовета Выборгского района.
С 1 октября 1948 года учитывается административными данными как деревня Кондратьево в составе Кондратьевского сельсовета. В ходе укрупнения хозяйства к деревне были присоединены соседние селения Карвала и Колкка.
В 1961 году население деревни составляло 505 человек.
Согласно административным данным 1966 года деревня Кондратьево являлась административным центром Кондратьевского сельсовета.
Согласно данным 1973 года административным центром Кондратьевского сельсовета являлся посёлок Кондратьево.
Согласно данным 1990 года посёлок Кондратьево являлся административным центром Кондратьевского сельсовета, в состав которого входили 7 населённых пунктов общей численностью населения 1345 человек. В самом посёлке Кондратьево проживали 862 человека.
В 1997 году в посёлке Кондратьево Кондратьевской волости проживали 1015 человек, в 2002 году — 1023 человека (русские — 92 %). Посёлок являлся административным центром волости.
В 2007 году в посёлке Кондратьево Селезнёвского СП проживали 1003 человека, в 2010 году — 1028 человек.

## География
Посёлок находится в западной части района на автодороге А181 (часть E 18) «Скандинавия» (Санкт-Петербург — Выборг — граница с Финляндией).
Расстояние до административного центра поселения — 25 км.
Расстояние до ближайшей железнодорожной станции Пригородная — 32 км. Расстояние до районного центра — 38 км.
Посёлок находится на левом берегу реки Песчаной.

## Демография
| 2007 | 2010  | 2017 | 2021 |
| ---- | ----- | ---- | ---- |
| 1003 | ↗1028 | ↘968 | ↘859 |

## Фото

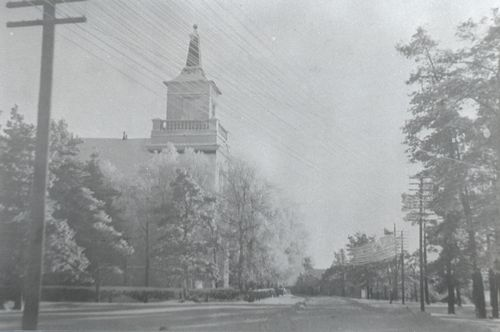
Церковь в Сяккиярви до Зимней войны. Архитектор К. Л. Энгель

## Улицы
1-я Чулковская, 2-я Чулковская, 3-я Кубинская, Берёзовый переулок, Заречная, Камышовый проезд, Лесная, Низовая, Осиновая, Песчаная, Покровская, Поселковая, Радужный проезд, Речная, Светлая, Северный Поток, Сельский проезд, Солнечный проезд, Спортивная, Торговая площадь, Фестивальная, Центральная.